# Antoni Żurowski

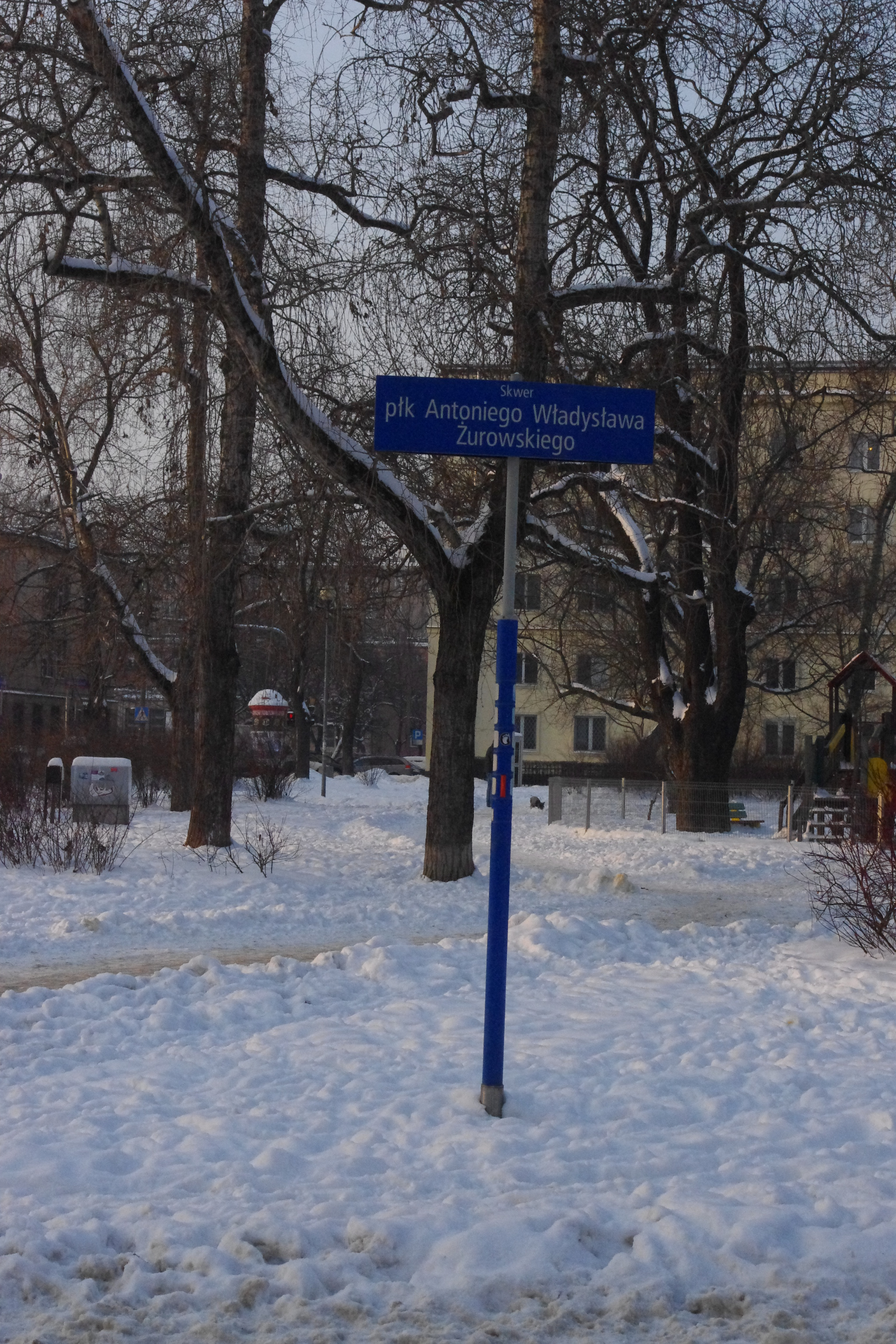
Skwer na warszawskiej Pradze-Północ upamiętniający pułkownika Antoniego Żurowskiego

Antoni Władysław Żurowski, ps. „Papież”, „Andrzej”, „Bober”, „Blacharski” (ur. 13 czerwca 1903 w Iłży, zm. 29 lipca 1988 w Pruszkowie) – podpułkownik piechoty Wojska Polskiego, podczas powstania warszawskiego komendant Obwodu VI – Praga.

## Życiorys
Urodził się w rodzinie Jana i Józefy Żurowskich. Od czerwca 1917 do marca 1918 był członkiem Polskiej Organizacji Wojskowej w Smoleńsku. W maju 1918 został żołnierzem 11 pułku strzelców polskich 3 DSP I Korpusu Polskiego gen. Józefa Dowbor-Muśnickiego. Po rozbrojeniu korpusu przez Niemców w maju 1918 wyjechał do Warszawy.
W listopadzie 1918 uczestniczył w rozbrajaniu Niemców w Warszawie i Austriaków w Radomiu. Walczył w wojnie polsko-ukraińskiej i polsko-bolszewickiej, ranny w obronie Warszawy w sierpniu 1920. Po zakończeniu wojny był wieloletnim oficerem 32 pułku piechoty w stopniu porucznika ze starszeństwem z dniem 1 lipca 1923. Od 1938 w Korpusie Ochrony Pogranicza. Do mobilizacji dowódca 1 kompanii granicznej „Borowe”.
We wrześniu 1939 dowodził odtworzonym batalionem KOP „Bereźne”, gdzie po agresji ZSRR na Polskę stawiał opór sowieckiemu najeźdźcy. Żołnierze mjr. Żurowskiego nie dali się zaskoczyć i stawili silny opór Armii Czerwonej, odpierając skutecznie jej ataki. Następnie walczył w składzie Zgrupowania KOP gen. Wilhelma Orlik-Rückemanna. Brał udział w wielu potyczkach i bitwach, m.in. pod Bereźnem, Stepaniem, Rafałówką i Maniewiczami, pod Ratnem, pod Wytycznem i w bitwie pod Kockiem w składzie SGO „Polesie”.
Nie złożył broni i od listopada 1939 działał w konspiracji (SZP–ZWZ–AK). Został zastępcą dowódcy Obwodu VI Praga ZWZ. W 1942 zajął się organizowaniem odbioru zrzutów powietrznych z Zachodu. Od 2 lutego 1944 r. komendant Obwodu VI – Praga.
W czasie powstania warszawskiego był dowódcą walk na Pradze. Po krótkich, lecz krwawych i niezwykle intensywnych walkach zarządził 6 sierpnia w porozumieniu z KG AK ponowne przejście swoich oddziałów do działań konspiracyjnych.
We wrześniu 1944, po zajęciu Pragi przez Armię Czerwoną i 1 Armię Wojska Polskiego spotkał się z zastępcą gen. Berlinga, gen. Bolesławem Kieniewiczem. W rezultacie rozmów wydał odezwę do swoich żołnierzy, w której wzywał do ujawnienia się i wstępowania w szeregi regularnego wojska. Odezwę rozplakatowano na Pradze i opublikowano w organie PKWN „Rzeczpospolita”. Gen. Berling zaproponował płk. Żurowskiemu stanowisko zastępcy dowódcy 4 Dywizji Piechoty WP. Berling podjął również inicjatywę sformowania z podległych Żurowskiemu żołnierzy samodzielnego 36. pułku. Po odejściu Berlinga z funkcji dowódcy 1 Armii WP i akcji aresztowań podjętej wobec jego byłych żołnierzy Żurowski zerwał rozmowy i ponownie zszedł do podziemia (ukrywał się w Józefowie).
Aresztowany przez NKWD 27 listopada 1944. Po odmowie współpracy przekazany do katowni w Otwocku. Przesłuchiwany przez Józefa Światło z grupą specjalną UB, następnie przetransportowany do katowni w Lublinie. W roku 1945 dwukrotnie skazany na karę śmierci, dzięki interwencji wiceministra obrony narodowej Mariana Spychalskiego zamienioną ostatecznie na dziesięć lat więzienia. 26 lipca 1945 został odbity w czasie transportu wraz z dużą grupą przewożonych oficerów i żołnierzy AK. Akcję przeprowadził oddział „Świta” – grupa „Orlika” (Marian Bernaciak) ze Zrzeszenia WiN. Po ciężkiej chorobie płk Żurowski powrócił do Warszawy. 10 października 1945 ujawnił się wobec nowych władz. Przez następnych trzynaście lat do października 1958 ukrywał się pod fałszywymi nazwiskami). W 1958 Sąd Najwyższy PRL oczyścił go z zarzutów i wyrok uchylił.
Inna wersja:
Ujawnił się we wrześniu 1944. Aresztowany 17 listopada 1944 przez UB. W trakcie transportu uwięzionych członków AK do ZSRR, 27 lipca 1945 uwolniony przez oddział AK. Po uwolnieniu ukrywał się. 12 marca 1947 ujawnił się.
Zmarł w Pruszkowie, pochowany na cmentarzu parafialnym w Brwinowie.

## Ordery i odznaczenia
- Krzyż Srebrny Orderu Virtuti Militari nr 12590[9]
- Krzyż Kawalerski Orderu Odrodzenia Polski (1 grudnia 1984)[10]
- Warszawski Krzyż Powstańczy[11]
- Medal Niepodległości (5 sierpnia 1937)[12]

## Upamiętnienie
Głaz-pomnik upamiętniający płk. Antoniego Władysława Żurowskiego umiejscowiony na środku skweru Jego imienia, pomiędzy ul. 11 Listopada, Inżynierską i Ratuszową w Warszawie. Pomnik powstał z inicjatywy Światowego Związku Żołnierzy AK, a zaprojektował go Zdzisław Bogajewicz.